# 保長
保長（ほちょう）とは、古代日本の律令制で設置された役職、明治時代の初期に地方行政で設置された役職。

## 律令時代
戸令によれば、5つの戸による五保（保）を編成させて、犯罪や逃亡の防止などのための相互監視などを行わせ、保長はその責任者となった。
当初は地方の農村を対象とした制度であったが、平安時代に入ると平安京の中で各坊を4つの保に分割して更に各保を4町とした。貞観4年（862年）には、平安京内の各保を組織して皇親・貴族の家司の中から保長を任じて、保内の治安維持に当たらせている。

## 明治時代
明治時代の初期に地方行政で設置された役職。江戸時代に庄屋・組頭などの村役人であった人物またはその家から任命されたようである。

## 参考
- コトバンク-保長
- 満生家文書目録
- 白岡市-鬼久保家文書
- 大野保治「別府の行政事情(明治後期一)」『別府史談』第7号、別府史談会、1993年11月、34-42頁、NAID 120002648824。